# Margarita Simonjan

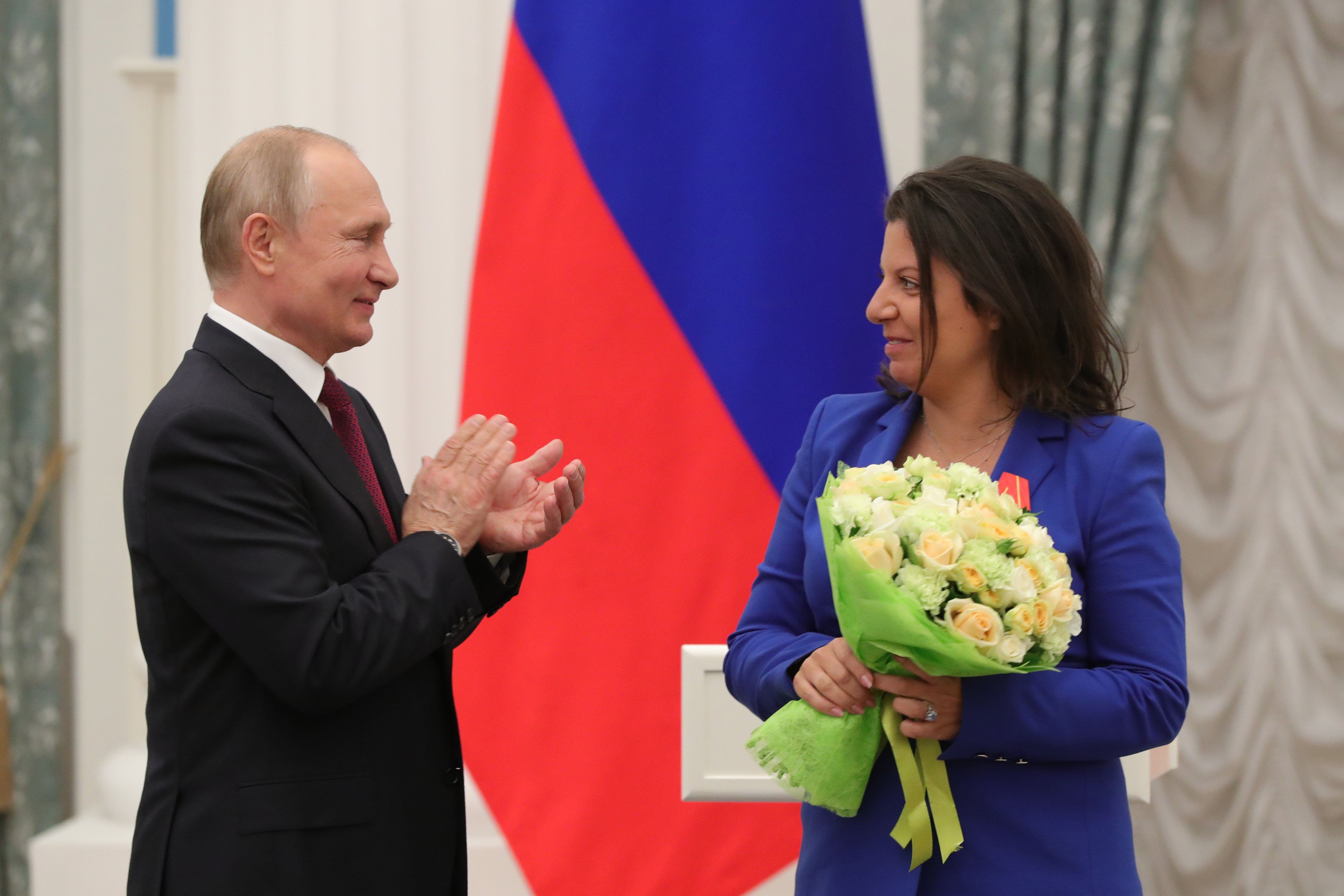
Margarita Simonjan får en orden av Vladimir Putin, 2019

Margarita Simonovna Simonjan (ryska: Маргарита Симоновна Симоньян), född 6 april 1980 i Krasnodar i Ryska SFSR (nu Ryssland), är en rysk journalist. 
Margarita Simonjans familj har rötter i Armenien. Båda hennes föräldrar är ättlingar till armeniska flyktingar från Osmanska riket. Hennes fars familj kommer från Trabzon och bosatte sig på Krim under Armeniska folkmordet 1915. Under andra världskriget deporterades familjen av säkerhetstjänsten NKVD till trakten av Ural tillsammans med tusentals andra Hemşin-armenier. Hennes far föddes i Svedlovsk (nu Jekaterinburg). Hennes mor föddes i Sotji i en armenisk familj som hade flytt Hamidiska massakrerna av turkarna i slutet av 1800-talet. Hennes morfar och hennes farfar var soldater i andra världskriget.
Hon utbildade sig till journalist på Kubanuniversitetet i Krasnodar och täckte 2002 Andra Tjetjenienkriget som korrespondent för sin lokala tevekanal. Samma år blev hon regional korrespondent för den ryska landstäckande tevekanalen Rossija och täckte 2004 Gisslandramat i Beslan.
Margarita Simonjan blev 2005 vid 25 års ålder chefredaktör för från den nystartade, statliga, engelskspråkiga nyhets-tevekanalen RT, då kallad Russia Today och blev 2013 också chef för den statliga nyhetsbyrån Rossija Segodnja.
År 2010 debuterade hon som författare med V Moskvu! (В Москву!, "Till Moskva!").

## Sanktioner av Europeiska Unionen
Europeiska Unionen beslöt 2022 att sätta Simonjan på sin sanktionslista såsom "en central person i den ryska regeringens propagandaorganisation", ansvarig för "åtgärder and policies vilka underminerar Ukrainas territoriella integritet, suveränitet och oberoende".

## Privatliv
Margarita Simonjan var tidigare gift med journalisten Andrej Blagodurenko, med vilken hon har dottern Mariana (född 2013). Hon gifte sig i sitt andra äktenskap med den rysk-armeniske filmregissören Tigran Keosajan.